# Carissa carandas
Carissa carandas és una espècie de planta arbustiva de fruit comestible. Tolera molt la secada i viu en un ampli marge de sòls. És una planta nativa de l'Índia, Malàisia, Tailàndia, Afganistan, Nepal i les Filipines.
Presenta les varietats botàniques congesta i paucinervia que realment es refereixen a l'espècie emparentada C. spinarum.
S'hi han aïllat diversos terpenoides. En mescla de sesquiterpens principalment la carissona i carindona.

## Usos

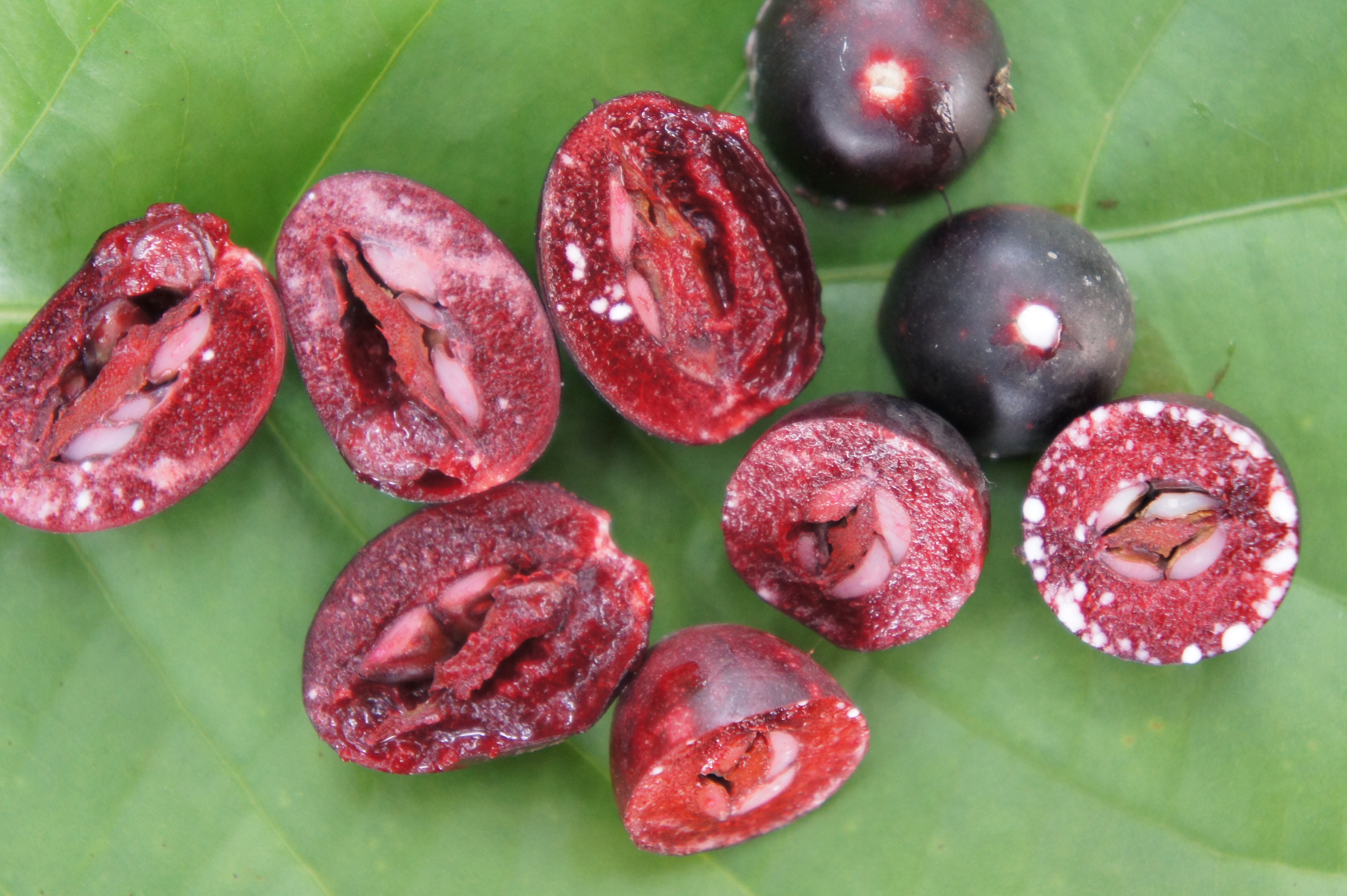
Carissa carandas fruits preparats per al consum

El seu fruit és ric en ferro, conté gran quantitat de Vitamina C
Els fruits madurs es cullen per a posar en vinagre.
Les arrels molt embrancades d'aquesta planta serveixen per estabilitzar els pendents contra l'erosió-